# Ministério Internacional da Restauração
O Ministério Internacional da Restauração (MIR) é uma megaigreja neopentecostal restauracionista celular sediada em Manaus, Amazonas, liderada por Renê e Ana Marita Terra Nova, que se autodenominam apóstolos no contexto da visão restauracionista da igreja.

## História
Fundado em 19 de julho de 1992, o MIR teve origem como Primeira Igreja Batista da Restauração de Manaus (PIBREM), por Renê e Ana Marita Terra Nova, após deixarem a Igreja Batista Memorial de Manaus, acompanhados por 169 membros. Inicialmente, a igreja reunia-se em uma garagem, passando, ainda em 1992, para o antigo Cinema Novo, na Avenida Joaquim Nabuco, n. 1447, em Manaus. Durante a década de 1990, o MIR adotou a Teologia da Prosperidade e a ênfase em curas, milagres e grupos familiares (células), posteriormente implementando a Visão Celular no Governo dos Doze, adaptada na década de 2000 como Modelo dos Doze (M12). A partir de 1994, após uma viagem à Festa dos Tabernáculos em Israel, a igreja passou a celebrar festas judaicas, aproximando-se do restauracionismo e do sionismo cristão.
Desde 1999, a sede do MIR está localizada em um templo na Estrada da Ponta Negra, bairro Santo Agostinho, Manaus, com formato de uma ostra, inaugurado em 7 de julho de 2007.

## Atividades e eventos
O MIR organiza eventos anuais que reúnem milhares de pessoas. Em junho, realiza o Congresso Internacional da Visão Celular no Modelo dos Doze em Manaus, atraindo fiéis de diversas nações que seguem a Visão M12. Desde 2000, durante a Semana do Descobrimento, promove o Congresso Resgate da Nação em Porto Seguro. Outros eventos incluem o Congresso de Honra (março, Manaus), o Congresso JUMP (agosto, Sumaré), voltado para jovens, e congressos temáticos como o de Consolidação, Crianças, Homens, Mulheres, e o Seminário Empreendedores do Reino (SER).

## Presença e influência
O MIR possui filiais em cidades como Santarém, Porto Velho, Salvador, Boa Vista, Araruama, Iranduba e Natal. Estima-se que a igreja tenha cerca de 70 mil membros. A organização mantém influência política em Manaus, com membros ocupando cargos como vereadores e deputados estaduais. Desde 2008, Marcel Alexandre, identificado como um dos líderes do MIR, representa a organização na Câmara Municipal de Manaus.